# 孙敏初
孙敏初（1925年9月—），男，哈尼族，云南绿春人，中华人民共和国政治人物，曾任第七届全国人大代表，第八、九届全国政协委员。